# داني شيلتون
داني شيلتون (بالإنجليزية: Danny Shelton)‏ هو لاعب كرة قدم أمريكية أمريكي، ولد في 20 أغسطس 1993 في أوبورن في الولايات المتحدة.

## وصلات خارجية
- داني شيلتون على موقع الاتحاد الدولي لألعاب القوى (الإنجليزية)
- داني شيلتون على موقع TFRRS.org (الإنجليزية)
- داني شيلتون على موقع إي إس بي إن.كوم (أن.أف.أل)3
- داني شيلتون على موقع مرجع كرة القدم المحترفة.كوم (الإنجليزية)
- داني شيلتون على موقع كلية كرة القدم في سبورتس رفرنس.كوم (الإنجليزية)